# اختيار المميزات
اختيار المميزات أو اختيار الأبعاد أو انتقاء الخصائص هي التقنية التي تستخدم بكثرة في التعلم الآلي لاختيار مجموعة جزئية من المميزات لمجموعة بيانات من أجل بناء نموذج تعليم مستقر. تساعد علمية اختيار الميزات على إعطاء فهم أوضح للناس حول البيانات عن طريق إخبارهم بالميزات الهامة للبيانات وعلاقتها مع بعضها البعض.

## اقرأ أيضاً
- تخفيض الأبعاد
- استخلاص المميزات
- تنقيب البيانات